# Talitrus
Genre
Talitrus est genre de crustacés amphipodes, de la famille des Talitridae.
Ces animaux sont couramment nommés puces de mer ou poux de mer.

Les anglophones les appellent souvent scuds pour les espèces d'eaux douces en Amérique du Nord, les espèces terrestres y étant dites landhoppers et celles vivant sur les plages sand fleas.

## Liste des espèces
Selon World Register of Marine Species (30 décembre 2020) :
- Talitrus cloquetii (Audouin, 1826)
- Talitrus platycheles Guérin, 1832
- Talitrus saltator (Montagu, 1808)